# Rêve de dragon
 (octobre 2021).
Si vous disposez d'ouvrages ou d'articles de référence ou si vous connaissez des sites web de qualité traitant du thème abordé ici, merci de compléter l'article en donnant les références utiles à sa vérifiabilité et en les liant à la section « Notes et références ».
Rêve de Dragon est un jeu de rôle médiéval onirique créé par Denis Gerfaud, et publié en 1985. On y joue des voyageurs explorant des contrées variées au sein d'un monde rêvé par des dragons endormis. Les magiciens, appelés Hauts-Rêvants, peuvent influencer l'imagination des dragons et donc modifier la réalité. Bien accueilli par la critique, le jeu rassemble une communauté durable et connaît trois éditions ainsi que de nombreux scénarios.

## Conception du jeu
Dans un article paru dans la revue de jeu de rôle Casus Belli en 1989, Denis Gerfaud livre une note d'intention du système de Rêve de dragon. Il y explique avoir délibérément conçu un système de simulation assez exhaustif pour limiter l'arbitraire des meneurs de jeu : « Pourquoi ? Parce que m’a toujours paru suspect ce titre de « maître » qui tend à faire de celui qui est caché derrière le paravent un petit chef tout puissant, et des esclaves soumis ceux qui sont de l’autre côté. C’est parce que j’ai souvent eu ce sentiment en tant que joueur que j’ai créé Rêve de Dragon tel qu’il est : un jeu aux règles nombreuses, un système qui tente d’apporter une réponse à tous les problèmes que le cours de l’action peut soulever, où tout soit écrit. C’est à mon avis un gage de respect envers les joueurs. (...) Avec Rêve de Dragon, j’ai voulu créer un ensemble de règles qui fonctionne comme une mécanique avec ses rouages. Dès lors, le travail du Gardien des Rêves consiste à mettre la machine en marche, à veiller à ce qu’elle ne se dérègle pas en cours de route, à pousser les leviers au bon moment, et l’alimenter en combustible, c’est-à-dire en jeu de rôle. L’improvisation, quand elle doit avoir lieu, se situe au niveau du scénario, et non pas au niveau de la simulation. ».

## Historique éditorial
La première version fut publiée par les Nouvelles Éditions fantastiques (NEF) en 1985 (illustrée par Jean-Charles Rodriguez, Roger Ronsin et Tignous), la deuxième par Multisim en 1993 (illustrée par Rolland Barthélemy et Florence Magnin). Une version simplifiée de la seconde version sortit sous le nom d’Oniros en 1994.
Une nouvelle impression de la deuxième version est sortie en avril 2004, éditée par Ubik ; elle a été traduite en anglais par François Levy sous le titre Rêve: the Dream Ouroboros et éditée en 2006 par Malcontent Games.
En février 2015, l'éditeur associatif Scriptarium annonce avoir en projet la sortie d'une campagne inédite écrite par Jidus, avec l'accord de Denis Gerfaud et la participation de Rolland Barthélémy et Pierre Lejoyeux. L'appel à souscription est lancé le 5 juin 2015 sur la plateforme de financement participatif Ulule. Devant le vif succès rencontré, l'éditeur annonce son intention de republier les règles de la seconde édition ; une campagne de financement participatif a lieu à l'hiver 2016. Les règles ainsi que de nouveaux produits paraissent fin septembre 2018.

## Univers

### Histoire «externe»
Le monde de Rêve de Dragon est selon certains sages rêvé par les dragons. Ainsi le rêve est omniprésent, parfois il est difficile de le distinguer de la réalité, si tant est qu'il y en ait une.
Chaque dragon rêve un être en particulier, mais tous les dragons rêvent le monde en commun. Lorsqu'un être meurt, son dragon se réveille (il cesse de rêver), mais les autres dragons, encore en sommeil, continuent à rêver l'être et donc son cadavre reste dans ce monde.
Lorsqu'un être meurt, son dragon se réveille (c'est la fin de la partie pour le joueur), puis se rendort (le joueur crée un nouveau personnage pour la partie suivante) ; le nouveau rêve est donc une nouvelle incarnation du dragon. Cette nouvelle incarnation peut, via le rêve, acquérir des savoirs et des savoir-faire de ses prédécesseurs. L'ensemble des souvenirs d'incarnations du dragon forme l′archétype de l'être. En fait, lorsque le personnage meurt, le joueur a la possibilité de le rejouer à nouveau, avec les mêmes caractéristiques, mais des compétences, un métier et un passé différents. Il peut rencontrer les compagnons de l'ancienne incarnation (il ne naît pas au moment où meurt l'ancienne incarnation : il provient simplement… d'un autre rêve). Il peut avoir des souvenirs des incarnations précédentes, soit sous la forme de rêves (les rêves d'archétype), soit sous la forme de savoir-faire (il sait faire des choses qu'il n'a pas apprises dans l'incarnation présente).
De même que l'on ne contrôle pas ses propres rêves (la preuve est que l'on fait des cauchemars), certains êtres, les haut-rêvants, ont la possibilité de modifier le cours du rêve des dragons ; c'est ce qui constitue la magie.
Cette conception du monde est en fait une métaphore du jeu de rôle en lui-même : les joueurs imaginent (« rêvent ») ensemble une aventure, un monde, tout en incarnant chacun un personnage (un « être » de ce monde), ce sont donc les « dragons ». Lorsque la partie de jeu de rôle se termine, le joueur reprend contact avec la réalité (il se réveille) et son personnage reste « en suspens » jusqu'à la partie suivante ; le personnage vit en « gris-rêve » dans le monde imaginaire, le joueur n'a qu'une conception vague de ce qu'a fait le personnage entre deux parties, le personnage n'a donc lui-même que de vagues souvenirs de cette période. De même, l'archétype correspond au fait d'un même joueur va changer de personnage joueur lorsque le sien meurt ; il conserve ainsi la mémoire des incarnations passées.
Cette conception du monde intègre également le mécanisme de lancement de l'aventure : dans de nombreuses parties de jeu de rôle, les raisons poussant un personnage  à partir à l'aventure et son implication dans le scénario sont floues ou bien fait appel à des clichés (la fameuse auberge, voir aussi Mécanisme narratif dans les jeux de rôle > Les moteurs de l'histoire). Là, le jeu fournit à la fois le motif de l'aventure, le voyage (voir ci-après), mais aussi des raisons d'être impliqué dans le scénario : rêve d'archétype (entre la compulsion et la quête d'un souvenir), émergence du gris rêve (on ne sait pas ce que l'on fait là mais on y est).

### Histoire «interne»
Au début fut le Premier Âge où les dragons vivaient avec les autres créatures (ils se représentaient eux-mêmes dans leurs rêves). La découverte de la magie par les gnomes les fit se réveiller en masse. Le Deuxième Âge est celui des magiciens (appelés haut-rêvants), leur prolifération et leurs excès provoquant la seconde catastrophe. Le jeu se déroule au début du Troisième Âge, dans un monde déchiré, éparpillé où les haut-rêvants sont malvenus.
La technologie et la société sont à mi-chemin du Moyen Âge et de la Renaissance. Les créatures de Rêve de Dragon sont à la fois familières et surprenantes. Ainsi les ogres sont certes des géants anthropophages, mais ce sont aussi des êtres doux et pacifiques, voire timides, qui ne savent tout simplement pas pourquoi on peut manger des agneaux mais pas des enfants… 
Les multiples rêves sont reliés par des déchirures de rêve permettant le passage des uns aux autres. Ces déchirures sont des sortes de portes entre différents mondes ; c'est par elles que sont arrivées les pires créatures peuplant le monde. La plupart de ces déchirures sont à sens unique ; ainsi, lorsque l'on voyage, on n'est jamais sûr de pouvoir revenir sur ses pas : on aura peut-être franchi, sans s'en apercevoir, une déchirure…
Le monde comporte trois « niveaux » :
- les Basses Terres du Rêve, qui sont le monde rêvé, celui dans lequel évoluent les personnages ;
- les Terres Médianes du Rêve, qui sont l'endroit où les magiciens viennent puiser l'énergie du rêve pour lancer leurs sorts ; on ne peut y accéder que par l'esprit, dans un état de transe dit de « demi-rêve » ;
- les Hautes Terres du rêve, qui sont le monde des dragons ; on ne peut accéder à cette expérience mystique que durant le sommeil, et ce au risque de perdre son équilibre mental — les haut-rêvants sont souvent un peu « spéciaux »…

### Le voyageur
En ce début de Troisième Âge, il est une coutume unanimement suivie, une sorte d'instinct universel : chaque individu, au moment de passer à l'âge adulte, doit faire un Voyage. La plupart du temps, il s'agit d'aller deux villages plus loin, ou dans la grande ville la plus proche.
Les personnages joués ont décidé de faire de leur vie un voyage perpétuel, allant de ville en ville sans jamais s'arrêter plus de quelques mois : ils sont des voyageurs. La décision peut être prise longtemps à l'avance et mûrement réfléchie, ou au contraire être subie si, par exemple, on ne retrouve plus le chemin de retour.
Les voyageurs sont des gens curieux par nature, jouissant d'une très grande liberté. Ils seront toujours prêts à prendre des risques afin de connaître une part du rêve qu'ils n'avaient pas imaginée.

### Un environnement décalé
Il faut signaler deux éléments caractéristiques du monde :
- les scénarios de Denis Gerfaud sont conçus comme des voyages, occasions de situations plus humoristiques que dramatiques. Leur moteur n'est pas la lutte contre le mal et les méchants, mais plutôt contre la folie du monde et les malentendus ;
- un usage aussi massif que possible de jeux de mots : on se nourrit de « clopinettes », on chasse le « noisot » (volatile qui ne fait de bruit, ne cherche noise, que quand il est seul : on entend donc un « noisot », mais pas des « noisots » !), etc. La solution à une situation peut d'ailleurs en partie se trouver dans la bonne interprétation d'un élément linguistique, par exemple le surnom d'un personnage.

## Règles

### Le personnage
Rêve de Dragon utilise un système de jeu à compétences et table unique de résolution.
Dans la seconde édition, le personnage est défini par quatorze caractéristiques : Taille, Apparence, Constitution, Force, Agilité (équilibre, coordination des mouvements), Dextérité (habileté des mains), Vue, Ouïe, Odorat-goût, Volonté, Intellect, Empathie (sentir l'ambiance, s'adapter aux autres), Rêve (capacité à accéder à l'essence du monde, notamment à son archétype et à la magie) et Chance. Elles vont de 0 à 20 et sont définies en répartissant 160 points ; initialement, elles doivent être comprises entre 6 et 15, et la Force ne peut pas dépasser Taille + 4. On considère qu'un humain moyen (non voyageur) a une moyenne de 10 dans chaque caractéristique. Ceci permet de facilement situer son personnage par rapport à la moyenne humaine.
Quatre autres caractéristiques découlent des précédentes : Mêlée = (Force + Agilité)/2 (combat rapproché, corps à corps ou armé), Tir = (Vue + Dextérité)/2 (tir à l'arc, arbalète…), Lancer = (Tir + Force)/2 (lancer de couteau, de javelot…), Dérobée = (Agilité + (21 - Taille))/2 (esquiver, se cacher).
Plusieurs peuples existent dans le monde de Rêve de Dragon. La création d'un personnage non-humain est identique à la création d'un personnage humain, si ce n'est qu'ensuite, des modificateurs seront appliqués aux caractéristiques. La plupart des peuples cependant ne sont pas considérées comme jouables par les joueurs et s'adressent plutôt à des personnages non joueurs.
Le personnage dispose de Compétences, exprimées par un nombre entre -11 et +11. Les compétences dites « générales » (courantes : chant, cuisine, saut, escalade, discrétion…) commencent à -4, les compétences particulières (charpenterie, comédie, survie en extérieur…) à -8, les compétences spécialisées, les connaissances (acrobatie, natation, navigation, alchimie, médecine…) et les voies du Draconic (permettant la magie : Oniros, Hypnos, Narcos et Thanathos) sont à -11. Le personnage « achète » des compétences avec un quotas de points d'expérience préliminaire (3 000 points).
Les magiciens, ou haut-rêvants, doivent acheter leurs compétences de magie et leurs sorts avec ce même quotas d'expérience préliminaire. Les non-magiciens, ou vrai-rêvants, peuvent bénéficier de règles optionnelles pour compenser le fait qu'ils ne maîtrisent pas la magie.
Dans la première édition, les caractéristiques sont tirées aléatoirement (1d10 + 5 répartis aux choix du joueur) ; odorat et goût sont des caractéristiques séparées, et les personnages ont également une caractéristique éloquence. Il n'y a pas de notion de vrai-rêvant (elle apparaît dans un Miroir des terres médianes), les non-magiciens ont juste une plus grande liberté dans la répartition des compétences (les hauts-rêvants doivent répartir un tiers de leurs 2 800 points d'expérience en connaissances). Les hauts-rêvants ont par ailleurs 350 points d'expérience en plus à répartir entre les quatre voix draconiques.

### Santé
La santé est représentée par deux scores : l'Endurance, qui représente la faiblesse réversible avec le repos, et la Vie (faiblesse qui nécessite des soins) ; les deux diminuent avec les blessures, empoisonnements et maladies.
La Vie est calculée par (Taille + Constitution)/2, et l'Endurance est le plus grand des deux scores suivants : (Taille + Constitution) et (Vie + Volonté).
Lorsqu'il perd tous ses points d'Endurance, le personnage tombe inconscient et perd automatiquement un point de vie.
Chaque point de vie perdu entraîne un malus de -1 à tous les jets et diminue l'Endurance maximale de 2. À 0 point de vie, le personnage est dans le coma. Lorsque les points de vie sont en dessous d'un seuil (déterminé par la Constitution) dans le négatif, le personnage meurt.
Lorsqu'il fait des tâches fatigantes, le personnage accumule des points de fatigue qui s'éliminent rapidement lorsque la tâche s'arrête. S'il accumule trop de points de fatigue, il subit un malus à tous ses jets. Chaque point d'endurance perdu empêche d'éliminer un point de fatigue.

### Résolution des actions
La résolution des actions se fait avec 1d100 sous un seuil déterminé par une table unique de résolution. C'est une table à double entrée ; on prend la ligne correspondant à la caractéristique concernée, et la colonne correspondant à la compétence + difficulté, la case désignée indique le pourcentage de réussite. La difficulté oscille entre -10 (chimérique) et +4 (très très facile). La marge entre le jet et le seuil indique la qualité de la réussite ou de l'échec (réussite normale, significative ou particulière, échec normal, particulier ou total).
Ainsi, une compétence peut être associée à plusieurs caractéristiques. Par exemple, la compétence serrurerie jouée avec la caractéristique Intellect peut servir à comprendre un mécanisme, tandis qu'on la jouera avec Dextérité pour crocheter une serrure.

## Accueil

### Accueil critique
Au printemps 1986, le magazine Casus Belli, à l'époque l'une des principales publications sur les jeux de rôle en français, livre une critique globalement favorable de la première édition de Rêve de dragon.
L'article salue le jeu comme « enfin un grand jeu de rôle médiéval-fantastique français » (à une époque où ce domaine reste largement dominé par le jeu de rôle américain Donjons & Dragons) et apprécie sa présentation d'excellente qualité, la richesse de son univers, certains aspects de son système de jeu (principalement la magie et le combat).
À propos du combat, l'article affirme que « jamais, depuis l'invention de Runequest (vieux grimoire respectable et américain), on n'a vu combats plus "vivants" ! », en raison du grand nombre d'actions possibles ; en revanche, le système de combat est souvent meurtrier pour les personnages.
Le système de magie est qualifié de « gros point fort de Rêve de dragon » : l'article apprécie son « originalité » et estime qu'elle « permet de vivre des aventures dans l'aventure », qu'elle « s'intègre naturellement et avec facilité aux combats classiques, et [que] le jeu n'en est pas trop ralenti pour autant ».
La critique regrette en revanche « la lourdeur de certaines règles et un texte un peu trop "sérieux" » ainsi qu'un module d'initiation final « vraiment pas à la hauteur de l'ensemble », le tout rendant le jeu difficile d'accès pour les meneurs de jeu débutants. L'article conseille aux jeunes meneurs de jeu d'ignorer certaines règles spécifiques (par exemple sur la sustentation et l'encombrement) pour se familiariser en premier lieu avec les règles de base avant d'intégrer les autres aux parties.
Dans son Livre des jeux de rôle paru en 1997, Didier Guiserix apprécie le fait que l'univers choisi « explique toutes les incongruités qui surgissent autour d'une table de jeu de rôle » (comme le fait de changer de monde ou de réutiliser un personnage que l'on n'a pas interprété depuis des mois). Selon lui, « le charme de ce jeu tient surtout à la qualité littéraire et à l'ambiance créée par l'auteur, entre les romans de Mervyn Peake (Titus d'Enfer), le médiéval-fantastique classique, et Alice au pays des merveilles ou Gargantua ».

### Récompense
La troisième édition du jeu, réalisée par le Scriptarium en 2018, reçoit en 2019 le Grog d'argent, récompense décernée par le site du Guide du rôliste galactique, une base de données francophone de référence des jeux de rôle sur table.

## Publications

### Suppléments de règle et de contexte et aides de jeu
- Le Monde de Rêve de dragon : supplément de règles, Ludodélire (1991),  (ISBN 2-907-102-07-9)
- Du voyage et des voyageurs : supplément de contexte, Multisim (1995),  (ISBN 2-909934-19-5)
- L'Unirêve : cadre de campagne, Multisim (1996),  (ISBN 2-909934-46-2)
- Traité de flore et de faune : supplément de contexte (couv. Florence Magnin, ill. Jidus), Scriptarium (2018)
- Tarot draconic (ill. Florence Magnin) : aide à l'improvisation, Scriptarium (2018)
- Queues de dragon : aide de jeu sous forme de cartes à jouer, Scriptarium (2018)
- Livret du voyageur : aide de jeu, dossier de personnage, carte des Terres médianes du rêve, Scriptarium (2018)

### Scénarios écrits par Denis Gerfaud
- Rêve de Dragon, première édition (NEF / Ludodélire)
  - Les Galettes d'Oyoulé (1985)
- Les Miroirs des Terres Médianes (première édition)
  1. Le Cidre de Narhuit (1985)
  2. Au bonheur des Zyglutes (1986)
  3. Les Larmes d'Ashani (1986)
  4. Le Sacré Pinceau à barbe (1986)
  5. L'Empire du Roi-Joueur (1987)
  6. L'Auberge des derniers voyageurs (1987)
  7. Un parfum d'oniroses (1988)
  8. La Cité des Treize Plaisirs (1988)
  9. L'Élixir de haut-rêve (1989)
  10. À l'heure du vaisseau (1990)
  11. Le Trésor de Black Squirrel (1990)
- Rêve de Dragon, seconde édition (Multisim)
  - La Fontaine d'Ortigrise (1993)
  - Pleure pas, Nineth ! (1993)
  - Les Jeux de Tourmaline (1993)
- Les Voyages (seconde édition)
  1. Le Secret de Müringhen (1994)
  2. Un rêve en Boldzarie (1994)
  3. L'Œuf de Psiluma (1994)
  4. La Dame des songes (1995)
  5. Poussière d'étoiles (1995)
  6. Château Dormant (1995)
  7. La Ballade de Harpsichore (1996)

  - Trois reflets d'anciens rêves
- Chez Nestiveqnen
  - Le Maître de Shamatoo
- Casus Belli
  - 29 L'Acrobate
  - 30 La Forêt des sentinelles mortes
  - 32 Rêves de la lune bleue
  - 34 Le Fleuve de l'oubli (aventure solo)[9]
  - 37 Cherche-Lune
  - 43 Rêve d'escargot
  - 51 Faux Frères
  - 57 Le Miroir de Tshikita
  - 63 Pour qui sonne le glas (scénario différent de celui de La Tribune des Vagabonds du Rêve n°2)
  - 68 Le Miroir de Zawé
  - 71 Les Champions de toujours
  - 78 Le Carrosse est avancé
  - 81 Jeu de groin
  - 95 La Draksong
  - 104 Au son des cloches
  - 108 Les Yeux de Justice
  - HS 8 La Tour ensevelie
  - HS 15 Chasseurs de fantômes
- Chroniques d'Outre-Monde
  - 4 La Ballade de Lorinel
  - 12 Tous des haut-rêvants
  - 13 Le Foulard d'Estaballa
- Dragon Radieux
  - 5 L'Aiguille de Lirelis
  - 7 L'Alchimiste
  - 10 Cornebrume
  - 12 Le Val d'Ébampyre
  - I6 Le Seigneur de la montagne
  - 18 La Chrysobelle
  - 22 Le Vol du dragon
  - HS 1 Les Femmes de Merlebois
  - HS 2 La Tour du sommeil
  - HS 3 Le Trône d'Odalis
- Graal
  - 1 Mine de chafouins (1987)
- InfoJeux magazine
  - 4 La Rose du temps (plan erroné)
- Role mag'
  - 7 La Rose du temps (plan correct) (1991)
- Invitation au voyage, Scriptarium (2018) : compilation de 34 scénarios parus dans diverses revues et adaptés à la 3e édition.

### Scénarios d'autres auteurs publiés avec le consentement de Denis Gerfaud
- À la claire fontaine, Jidus, Scriptarium (février 2016)

### Livres-jeux
- Le Bal au pont, livre-jeu, Inbadreams, Scriptarium (février 2016)
- Le Dîner de conque, livre-jeu, Inbadreams, Scriptarium (septembre 2018)

## Postérité
Selon Olivier Caïra, Rêve de dragon fait partie des jeux de rôle qui permettent aux créations françaises de se démarquer de l'influence américaine initiale (Donjons & Dragons) au cours des années 1980, au même titre que Légendes (Descartes Éditeur, 1983), Avant Charlemagne de François Nedelec (1986) et Hurlements de Jean-Luc et Valérie Bizien (1989).